# 母猪雪胆
母猪雪胆（学名：Hemsleya villosipetala）为葫芦科雪胆属下的一个种。

## 扩展阅读
維基物種上的相關：母猪雪胆